# Пик Фрунзе
Пик Фру́нзе — горная вершина в хребте Зулумарт на севере Памира, в Таджикистане.
Высота вершины достигает 5790 м. Сложена преимущественно известняками и сланцами. Имеются ледники. Вершина названа в честь советского военачальника Михаила Васильевича Фрунзе.